# Arthroleptis poecilonotus
Arthroleptis poecilonotus es una especie de anfibios de la familia Arthroleptidae.
Habita en Benín, Camerún, República del Congo, la República Democrática del Congo, Costa de Marfil, Guinea Ecuatorial, Gabón, Ghana, Guinea, Guinea-Bissau, Liberia, Nigeria, Uganda y posiblemente en República Centroafricana, Sierra Leone, Sudán y Togo.
Sus hábitats naturales son jardines rurales, áreas urbanas y zonas antiguamente boscosas ahora degradadas.